# Catedral de Orvieto

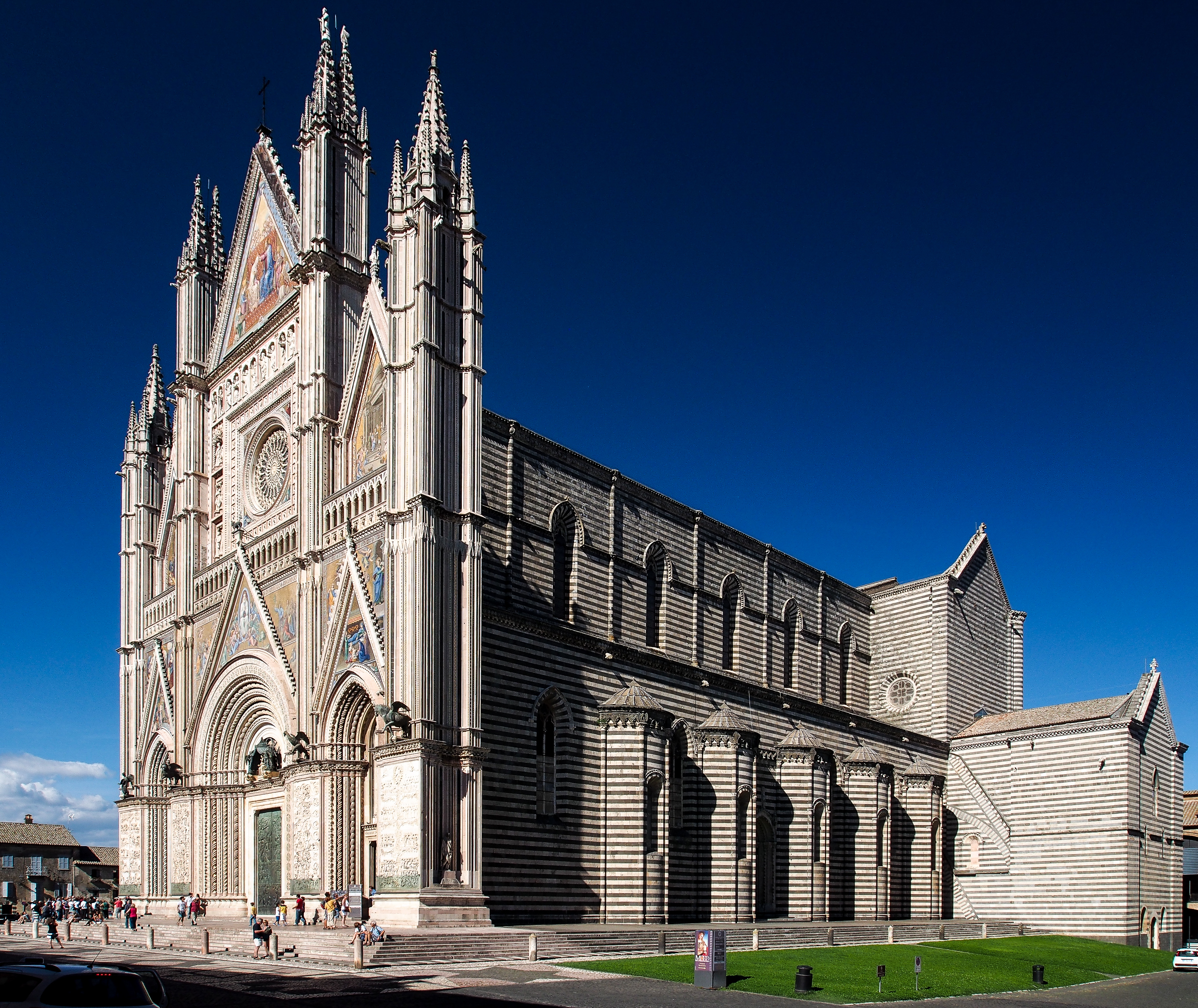
A Catedral

A Catedral de Orvieto é um grande edifício religioso da cidade de Orvieto, na Itália, dedicado à Virgem Maria.
Sua construção foi ordenada pelo papa Urbano IV para receber uma relíquia, o Corporal de Bolsena. A pedra fundamental foi lançada em 13 de novembro de 1290, e as obras se prolongaram por três séculos, com um estilo que mostra a evolução do estilo românico para o gótico. O projeto original se deve ao frei Bevignate de Perugia, que adaptou um desenho de Arnolfo di Cambio. Em 1309 Lorenzo Maitani foi chamado para assumir as obras e resolver sérios problemas estruturais, e a ele se deve o desenho geral da fachada até o nível das primeiras arcadas. Com sua morte, foi sucedido por Andrea Pisano e depois por Orcagna, a quem se atribui a decoração em mosaicos e a rosácea. Os arquitetos seguintes deram todos eles alguma contribuição importante para a obra — Antonio Federighi, Michele Sanmicheli, Antonio da Sangallo e Ippolito Scalza — mas o resultado final é muito unificado, compondo uma das grandes obras arquiteturais da Baixa Idade Média.

## Fachada

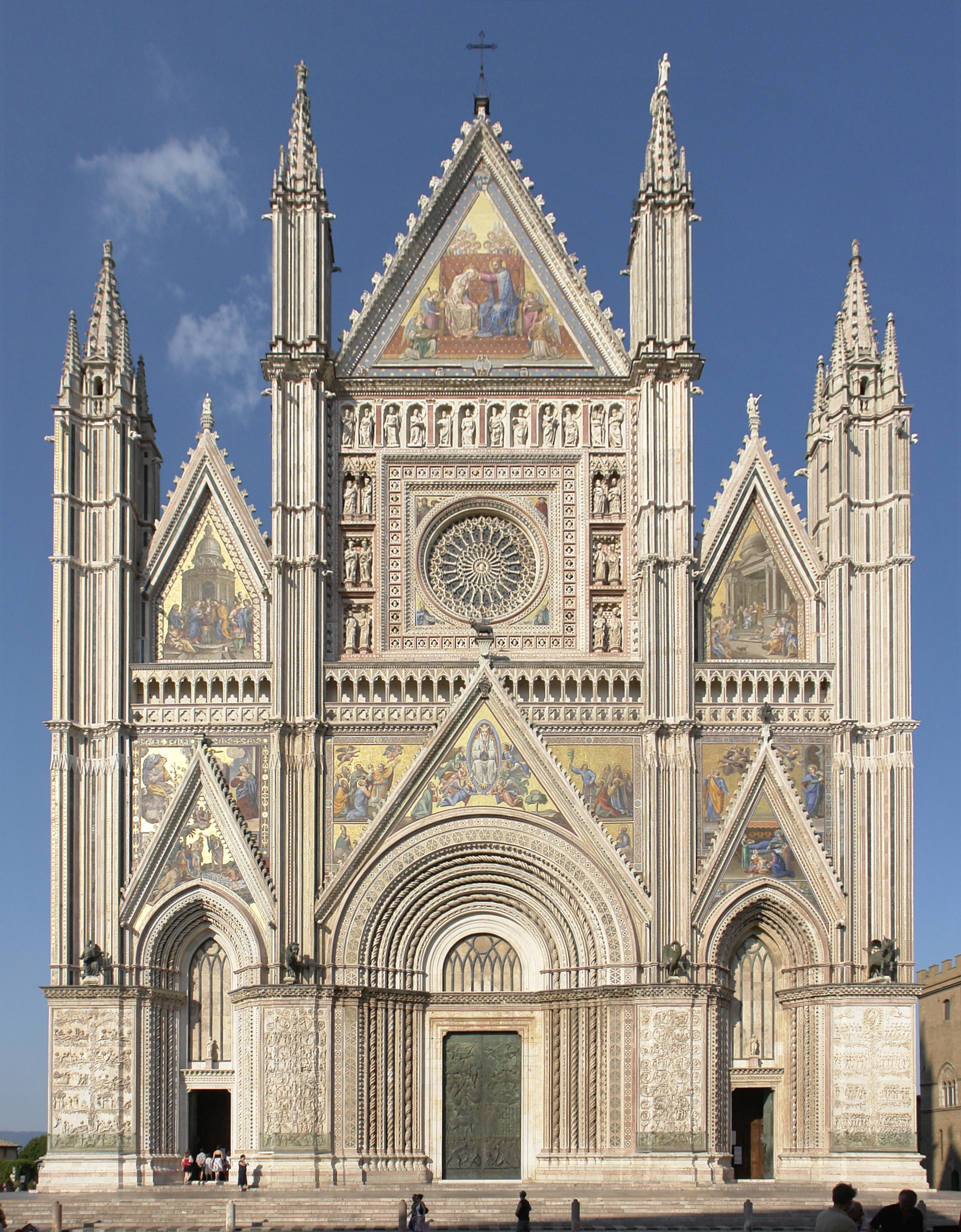
Fachada

As partes mais interessantes da fachada são a sua decoração em mosaico de ouro, os grandes baixos-relevos e as estátuas com os símbolos dos Evangelistas, criados por Maitani e colaboradores entre 1325 e 1330. Em 1352 Matteo di Ugolino da Bologna acrescentou o bronze Cordeiro de Deus acima da empena central e a estátua de bronze de São Miguel no topo do frontão da entrada esquerda. Os baixos-relevos nas bases das pilastras retratam histórias do Antigo e do Novo Testamento. Eles estão entre os melhores exemplares de escultura arquitetural do século XIV. Os mosaicos foram realizados seguindo um projeto de Cesare Nebbia. Suas peças originais foram substituídas ao longo dos séculos, e representam cenas da vida da Virgem Maria. No centro da fachada está a grande rosácea construída por Orcagna entre 1354 e 1380. Nos nichos acima estão os doze apóstolos, enquanto em nichos de ambos os lados estão representados profetas do Antigo Testamento. A moldura possui 52 cabeças esculpidas, enquanto o centro da rosácea tem uma cabeça do Cristo. A parte mais nova da decoração são as três portas de bronze, concluídas em 1970 por Emilio Greco, mostrando cenas da vida de Cristo. A porta central é encimada por uma escultura da Virgem com o Menino criada por Andrea Pisano em 1347.

## Interior

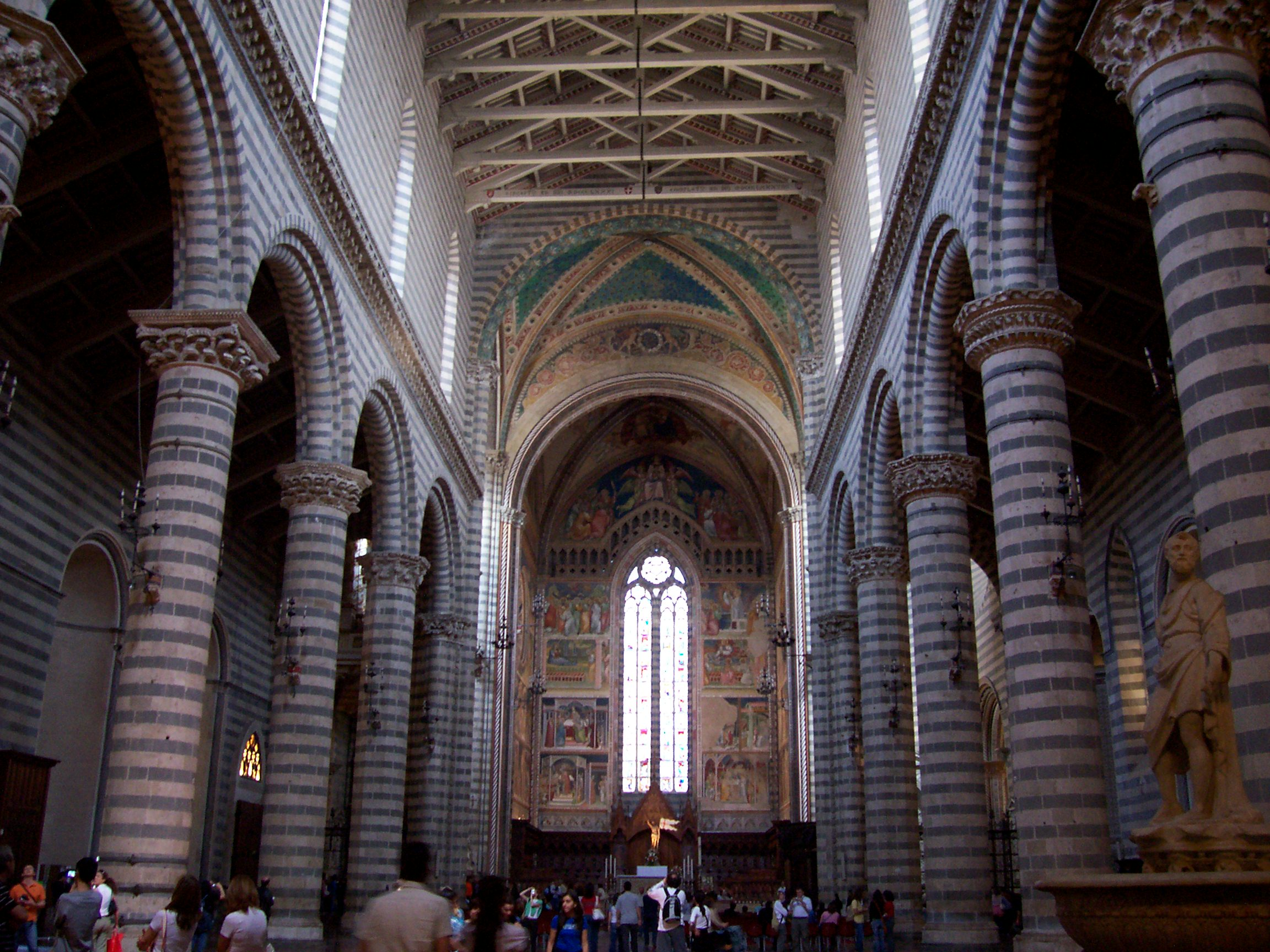
Aspecto do interior

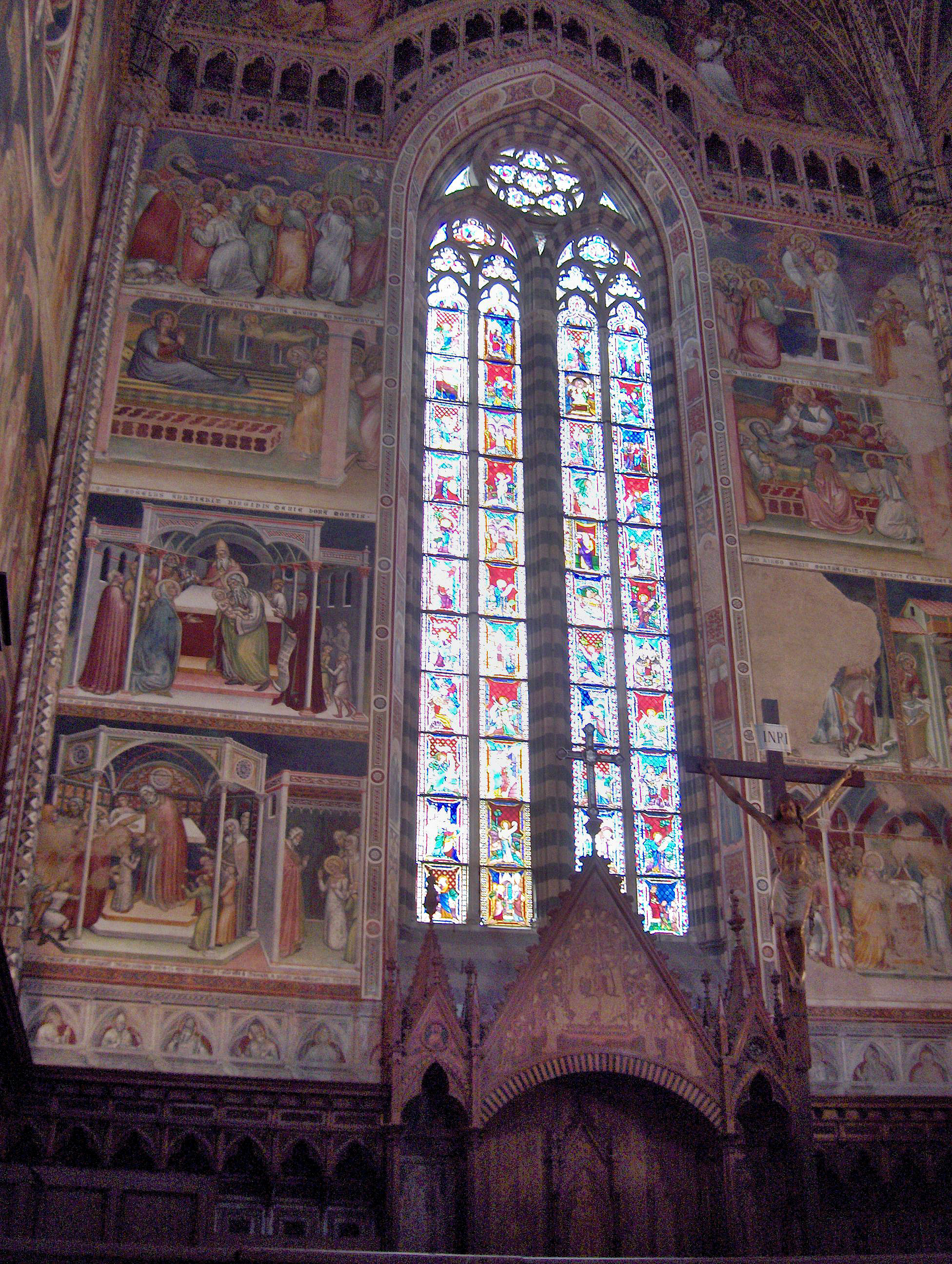
Capela-mor com seus afrescos

Seu interior tem três naves e uma planta cruciforme, possuindo muitas obras de arte de mestres como Gentile da Fabriano, Ippolito Scalza, Giovanni Ammannati, Ugolino di Prete Ilario, Giovanni di Buccio Leonardelli, Orcagna, Lippo Memmi, Fra Angelico, Benozzo Gozzoli, Luca Signorelli e vários outros. O interior, como o exterior, está decorado com linhas alternadas de basalto escuro e mármore branco, mas apenas atá uma altura de cerca de 1,5 m. As linhas escuras acima delas foram pintadas em imitação de pedra no final do século XIX.
Os painéis de alabastro na parte inferior das janelas foram complementados com vitrais neogóticos nas partes superiores, desenhados por Francesco Moretti. O telhado de madeira foi decorado na década de 1320 por Pietro di Lello e Vanuzzo di Mastro Pierno, e foi muito restaurado em 1890 por Paolo Zampi e Paolo Coccheri. Perto da entrada esquerda está a pia batismal em mármore com leões e relevos. Foi construída entre 1390-1407 por Luca di Giovanni, Pietro di Giovanni e Sano di Matteo. Acima está um afresco da Madonna entronizada pintado por Gentile da Fabriano em 1425. Este é o único afresco que sobreviveu quando foram adicionados altares às paredes da nave no final do século XVI. Esses altares por sua vez foram desmantelados no século XIX e apenas fragmentos dos outros afrescos dos séculos XIV e XV ainda subsistem. Alguns deles são atribuídos a Pietro di Puccio. No início da nave está uma pia de água benta, esculpida por Antonio Federighi entre 1451 e 1456. Acima da entrada da Capela do Corporal fica o grande órgão, com 5.585 tubos e originalmente concebido por Ippolito Scalza e Bernardino Benvenuti no século XV, antes de ser redesenhado em 1913 e 1975. Outra contribuição importante de Scalza para a igreja é a grande Pietà esculpida em 1579. Os grandes vitrais na abside foram obra de Giovanni di Bonino entre 1328 e 1334. O desenho foi feito provavelmente por Maitani. Acima do altar está pendurado um grande crucifixo em madeira policromada atribuído a Maitani. A construção do coro gótico em madeira foi iniciada em 1329 por Giovanni Ammannati e sua equipe. Ele estava originalmente no centro da nave, mas foi transferido para a abside por volta de 1540. Atrás do altar há uma série de afrescos góticos parcialmente arruinados, dedicados à vida da Virgem Maria, ocupando todas as paredes da capela-mor. Foram criados em 1370 pelo artista local Ugolino di Prete Ilario e alguns colaboradores, como Pietro di Puccino, Cola Petruccioli e Andrea di Giovanni. Esta série de afrescos foi a maior da Itália em seu tempo. Duas cenas, a Anunciação e a Visitação, foram refeitas por Antonio del Massaro no final do século XV.

## Capela do Corporal
A Capela do Corporal fica no lado norte da nave. Foi construída entre 1350 e 1356 para abrigar o corporal manchado do Milagre de Bolsena. É a partir desta capela que o relicário com o corporal é transportado nas procissões em dias de festa. A capela está fechada por um portão de ferro forjado feito entre 1355 e 1364 por Matteo di Ugolino da Bolonha e Giovanni Micheluccio da Orvieto. A capela está decorada com afrescos na parede esquerda sobre a história da Eucaristia sangrante e na parede da direita sobre milagres associados. Eles foram pintados entre 1357 e 1363 por três artistas de Orvieto: Ugolino di Prete Ilario, Domenico di Meo e Giovanni di Buccio Leonardelli. O tabernáculo em forma de edícula foi projetado em 1358 por Nicola da Siena e terminado por Orcagna. Em um nicho na parede direita fica um painel da Madonna dei Raccomandati (c. 1320), pintado por Lippo Memmi. No centro da capela está um grande relicário de prata e esmaltes coloridos contendo o corporal manchado de sangue. Esta obra-prima gótica, na forma de um tríptico, foi construído por Ugolino di Vieri entre 1337 e 1338. Ele mostra 24 cenas da vida de Cristo e oito histórias sobre o corporal.

## Capela da Madonna di San Brizio

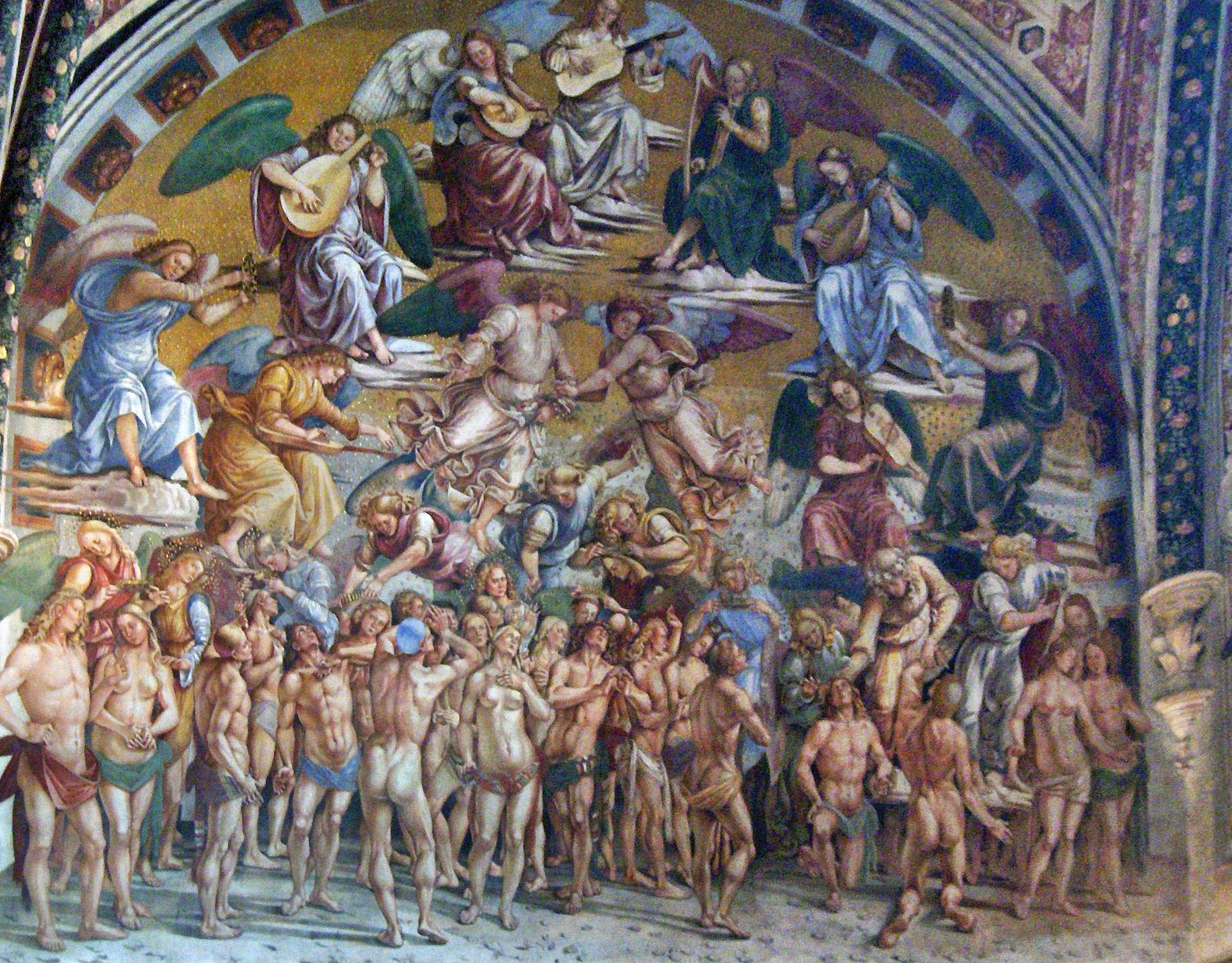
Luca Signorelli: Os eleitos no Paraíso

A Capela da Madonna di San Brizio foi um acréscimo do século XV à catedral. É quase idêntica em estrutura à Capela do Corporal. 
A construção foi iniciada em 1408 e concluída em 1444. É fechada do resto da catedral por dois portões de ferro forjado, assinados por Conte di Iello Orlandi (1337) e Gismondo da Orvieto (1516). Em 1622 a capela foi dedicada a San Brizio, um dos primeiros bispos de Spoleto e Foligno que evangelizou o povo de Orvieto. Diz a lenda que ele deixou-lhes a Tavola della Madonna, a Madonna no trono com o Menino e anjos. Esta pintura é na verdade obra de um mestre anônimo do século XIII. Este painel fica no altar barroco da Glória, de 1715, feito por Bernardino Cametti. Fra Angelico e Benozzo Gozzoli começaram a decoração em afresco da abóbada da capela em 1447. Eles pintaram apenas duas seções: Cristo do Juízo e Anjos e Profetas. 
Depois de ser abandonada por cerca de 50 anos, a decoração do resto da capela foi entregue a Luca Signorelli. O resultado, uma série de afrescos sobre o Apocalipse e o Juízo Final, é considerada a obra mais importante de Signorelli.